# Friderika hannoveri királyné
Friderika hannoveri királyné, született Friderika mecklenburg–strelitzi hercegnő (Hannover, 1778. március 3. – Hannover, 1841. június 29.) hannoveri királyné.

## Származása

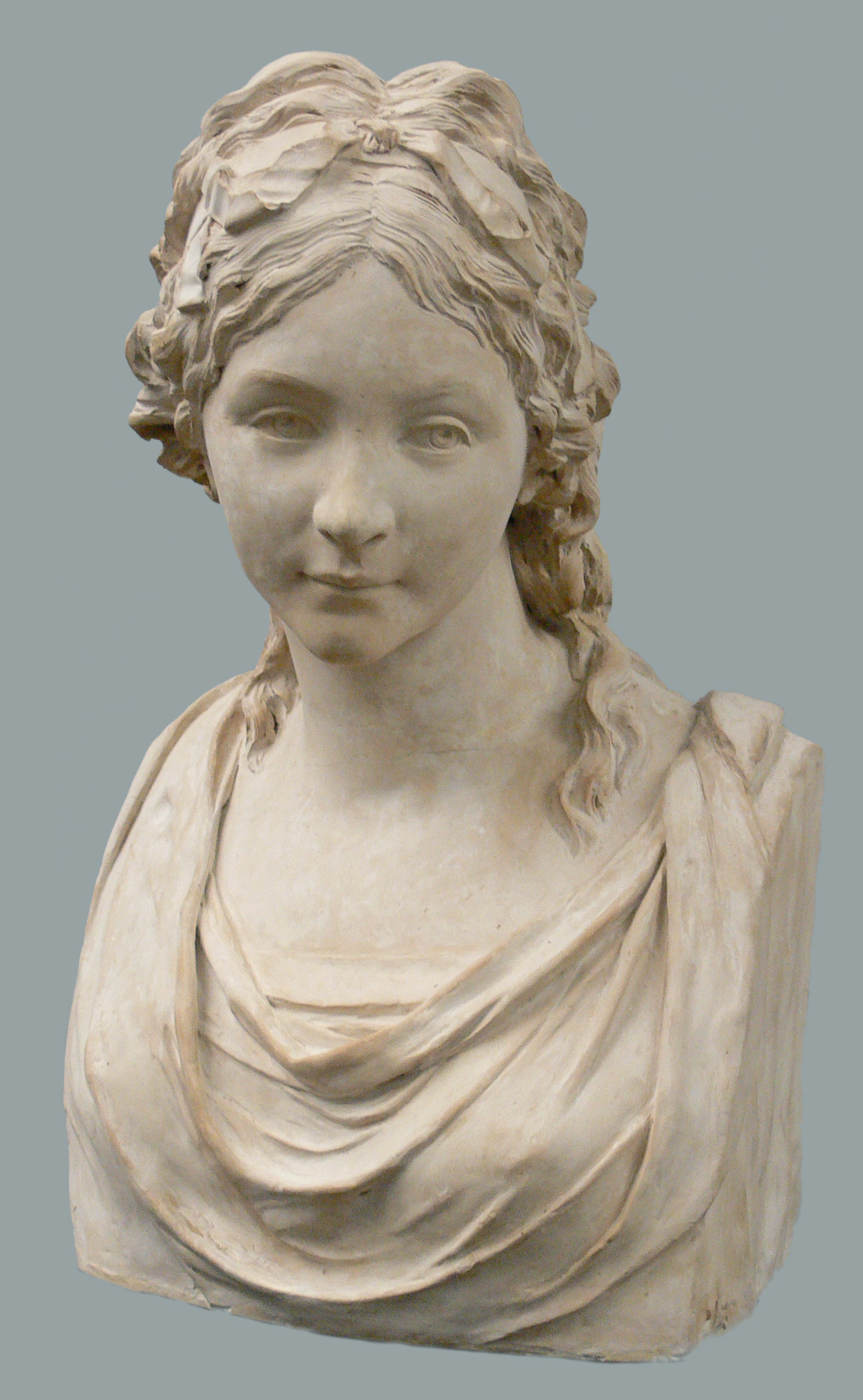
Friderika porosz hercegnő (Schadow, Régi Nemzeti Galéria (Berlin), márvány, 1795)

Friderika hercegnő II. Károly mecklenburg–strelitzi nagyherceg (1741–1816) és Friderika Karolina Lujza hessen–darmstadti hercegnő (1752–1782) tíz gyermeke között a legfiatalabb leány volt. 

## Élete
Friderika az életének első éveit Hannoverban töltötte, ahol az apja a Hannoveri Választófejedelemség kormányzója volt. 
1786-ban Terézia és Lujza testvéreivel Darmstadtba költözött, Mária Lujza Albertina hessen–darmstadti tartománygrófné udvarához, mert Károly herceg megint özvegy lett.

## Házasságai
1793. december 24-én a berlini királyi palotában Friderika hercegnő feleségül ment Frigyes Lajos porosz királyi herceghez (1773–1796), a porosz trón örököséhez, II. Frigyes Vilmos porosz király és Friderika Lujza hessen–darmstadti hercegnő harmadik gyermekéhez.
1798. december 10-én a terhes Friderika feleségül ment Solms-Braunfelsi Frigyes Vilmos herceghez (1770–1814). A tervezett válás előtt Frigyes Vilmos hunyt el agyvérzésben.
1815. május 29-én a hercegnő feleségül ment Ernő Ágost Cumberland és Teviotdale hercegéhez (1771–1851). 
IV. Vilmos brit és hannoveri király halálával örökölte Viktória a brit és Ernő Ágost a hannoveri trónt. 

## Gyermekei
- Frigyes Vilmos Lajos porosz herceg (1794–1863) ⚭ 1817 Lujza anhalt-bernburgi hercegnő
- Karoly György porosz herceg (1795–1798)
- Friderika porosz hercegnő (1796–1850) ⚭ 1818 IV. Lipót Frigyes anhalt-dessaui herceg
- Caroline (1799. február 27. – 1799. október 18.)
- fiú (†* 1800)
- Friedrich Wilhelm zu Solms-Braunfels (1801–1868)
⚭ 1831 Maria Anna Gräfin Kinsky
- Lujza (1803–1803)
- Auguste Luise (1804–1865)
⚭ 1827 Prinz Albert von Schwarzburg-Rudolstadt (ab 1867 Fürst)
- Alexander Friedrich Ludwig zu Solms-Braunfels (1807–1867)
⚭ 1863 Luise Freiin von Landsberg-Velen
- Carl zu Solms-Braunfels (1812–1875)
⚭ (I.) 1834–1841 morganatikus Louise Beyrich
⚭ (II.) 1845 Sophie zu Löwenstein-Wertheim-Rosenberg
- leány (†* 1817)
- György hannoveri királyi herceg (1819–1878)
⚭ 1843 Mária szász–altenburgi hercegnő

## Külső hivatkozások
- FemBiographie Königin Friederike von Hannover